# 丹麥共居生活
《丹麥共居生活》（丹麥語：Kollektivet）是2016年由丹麥導演湯瑪斯·凡提柏格執導的電影作品，本片獲選為第66屆柏林影展正式競賽片，女主角崔娜·蒂虹憑此片獲得最佳女演員銀熊獎。

## 劇情
在20世紀中葉，左派思潮席捲知識份子，電視台女主播安娜與她的建築學教授丈夫艾力克看上一棟寬敞而優美的別墅，為了減輕夫妻財務負擔，負有理想性的安娜力勸丈夫邀請其他人一起住進這間大房，組成互助的公社。沒想到丈夫戀上年輕的女學生，安娜認為不該限制個人追求自由，因此提議邀請女學生一同住進公社，沒想到事情卻一發不可收拾。

## 演員
- 烏力克·湯姆森 - 艾力克
- 崔娜·蒂虹 - 安娜
- Fares Fares - 阿隆
- Lars Ranthe - 歐樂

## 外部連結
- 互联网电影数据库（IMDb）上《丹麥共居生活》的资料（英文）
- 開眼電影網上《丹麥共居生活》的資料（繁體中文）